# Mont Sacré d'Oropa
Le Mont Sacré d'Oropa est un sanctuaire catholique localisé dans la commune de Bielle, province du Piémont, en Italie du Nord. C'est l'un des neuf Sacri Monti du Piémont et de Lombardie ; il est situé à environ 1 200 mètres d'altitude, dans un amphithéâtre de montagnes entourant la ville 
Le sanctuaire couvre une Montagne Sacrée (Mont de la Sainte Oropa). L'église a été édifiée sur la base d'une ancienne chapelle et le sanctuaire présente lui-même plusieurs installations pour l'accueil des fidèles et des touristes.
À l'intérieur du sanctuaire se trouve un observatoire météorologique et sismique, fondé en 1874.
Dans le cadre de l'ensemble des Sacri Monti du Piémont et de Lombardie, le Sacro Monte di Oropa a été déclaré site du patrimoine mondial de l'UNESCO en 2003.
Le sanctuaire est une étape du chemin Au cœur des chemins d'Europe.

## Le Sacro Monte
Le Sacro Monte est un ensemble de dix-neuf chapelles situées le long des murs du sanctuaire. Sa construction a commencé en 1617, près du sanctuaire de la Vierge Noire d'Oropa, un des plus anciens du Piémont et l'un des plus connus des Alpes. 
Les douze chapelles (plus sept autres à proximité) sont reliées par un chemin de dévotion, et l'intérieur de ces chapelles possède des scènes de l'histoire de la vie de la Vierge Marie. Les dimensions, les nuances et les tonalités de couleur enveloppent le visiteur dans une atmosphère chaleureuse qui pousse d'une chapelle à l'autre jusqu'à atteindre le Paradis (chapelle XV - Le Couronnement de la Vierge), sur le sommet de la colline, une œuvre d'art baroque construite par les frères Giovanni et Antonio d'Enrico, animée par 156 figures modelées.

## Pèlerinage
Le pèlerinage le plus célèbre au départ de Fontainemore, en Vallée d'Aoste, dans la nuit pour arriver à Oropa le lendemain, s'effectue tous les cinq ans.

## Sources
- (it) Cet article est partiellement ou en totalité issu de l’article de Wikipédia en italien intitulé « Santuario di Oropa » (voir la liste des auteurs).

- (en) Cet article est partiellement ou en totalité issu de l’article de Wikipédia en anglais intitulé « Sacro Monte di Oropa » (voir la liste des auteurs).